# Red Mitchell

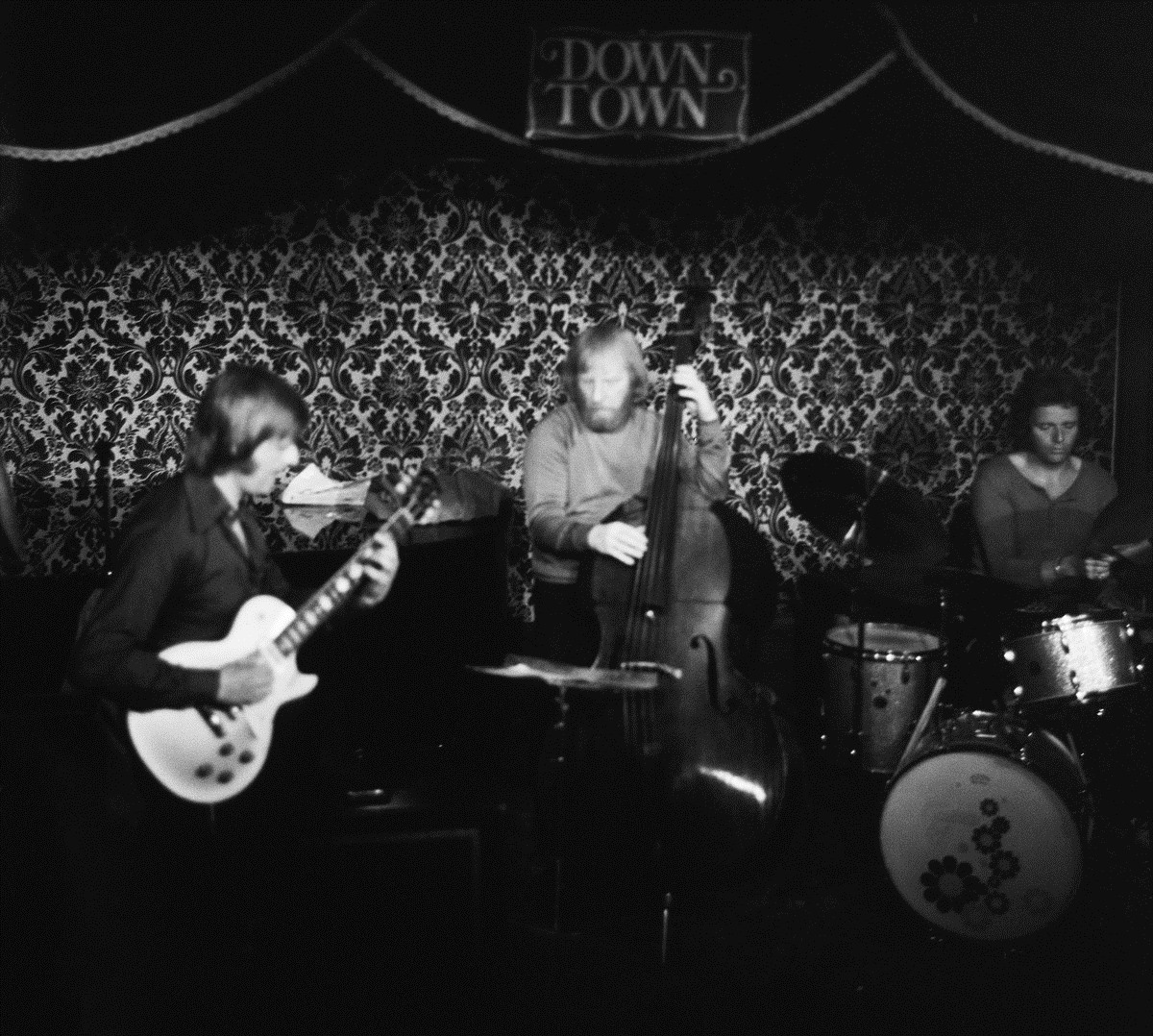
Rune Gustafsson (l.), Red Mitchell und Egil Johansen (r.) bei einem Konzert im Jazzclub Down Town in Oslo (1972)

Red Mitchell (Keith Moore Mitchell, * 20. September 1927 in New York City; † 8. November 1992 in Salem, Oregon) war ein US-amerikanischer Bassist des Modern Jazz. Gudrun Endress zufolge war er „ein solider Rhythmus-Bassist, ein eindrucksvoller Solist, der wie ein Bläser phrasieren kann, sicheres Gefühl für Steigerungen und klangliche Vielfalt hat, über einen vollen voluminösen Ton verfügt und wie der Teufel swingt.“

## Leben
Mitchell hatte seit dem fünften Lebensjahr Klavierunterricht und später während seines Ingenieurstudiums auch Altsaxophon und Klarinette gespielt. Er wechselte während seiner Armeezeit in Deutschland zum Kontrabass. Nach der Entlassung aus der Armee studierte er kurz an der Juilliard School und später privat bei Herman Reinshagen. 1947 bis 1948 trat er mit Jackie Paris auf, im Folgejahr mit Mundell Lowe, Chubby Jacksons Bigband und Charlie Ventura und tourte dann bis 1951 mit Woody Hermans Orchester. Er war dann bis 1954 Mitglied des Red Norvo Trios und spielte in Gerry Mulligans klavierlosem Quartett (1954–57). Die Formation wurde 1954 auf dem dritten Pariser Jazzfestival gefeiert, zu hören auf dem Vogue-Album Pleyel Concert. Nach seinem Ausscheiden bei Mulligan siedelte er nach Los Angeles über, wo er bis 1968 lebte. Dort spielte er unter anderem mit Hampton Hawes, nahm mit Corky Hale und mit Ornette Coleman auf (Tomorrow Is The Question!, 1959) und war Mitglied des Studioorchesters von MGM Records. 1961 und 1962 leitete er mit Harold Land eine Band. Nach einer Schätzung von Leonard Feather war er bereits in dieser Zeit auf mehr als tausend Aufnahmen vertreten. 
1968 ging er nach Stockholm, wo er mit zahlreichen europäischen Jazzmusikern wie Putte Wickman, Svend Asmussen oder Toots Thielemans, aber auch als Begleiter amerikanischer Jazzmusiker  wie Dizzy Gillespie, Gene Ammons und Phil Woods auftrat. Seiner eigenen Band gehörten unter anderem Bobo Stenson und Rune Carlson an; mit seiner Gruppe Communications tourte er auch in den USA. Er spielte von der Kritik herausgestellte Duo-Alben mit Lee Konitz, Guido Manusardi, Jim Hall, Tommy Flanagan und  Warne Marsh ein, bevor er mehrere aufsehenerregende Soloalben vorlegte. Seine Fähigkeiten als Komponist bewies er 1973 auf Blues For A Crushed Soul mit Alice Babs und Karin Krog. Von 1986 bis 1991 präsentierte er sich mit Clark Terry auf zahlreichen Festivals.
Red Mitchell experimentierte schon früh mit anderen Stimmungen auf dem Kontrabass. Später hat er seinen Bass in Quinten gestimmt, womit er einen deutlich größeren Tonumfang in der Tiefe wie auch in der hohen Lage erreichte. Dieser Sound ist besonders gut auf den Duo-Aufnahmen mit Clark Terry zu hören (Video-Clips aus dem ZDF-Jazzclub sind bei YouTube zu finden). 
Im Jahr vor seinem Tod, 1991 war er noch zusammen mit Herb Ellis Stargast auf dem Kreuzfahrtschiff The Azur beim 5. Internationalen Jazzfestival at Sea. (Videoclips von diesem Zusammentreffen sind auch bei YouTube zu finden).
Im selben Jahr kehrte er in die USA zurück; er starb 1992 an den Folgen eines Herzinfarkts.

## Preise und Auszeichnungen
Sein Soloalbum A Declaration of Independence wurde 1991 in Schweden Album des Jahres. Im selben Jahr erhielt Mitchell als erster Jazzmusiker die königlich-schwedische Ehrenmedaille Illis Quorum.

## Diskographische Hinweise
- Red Mitchell mit Conte Candoli, Hampton Hawes, Joe Maini, Chuck Thompson, Betlehem Records, 1955
- Presenting Red Mitchell mit James Clay, Billy Higgins, Lorraine Walsh Geller, 1957
- Get Those Elephants Out'a Here als „The Mitchells: Red, Whitey and Blue mit André Previn“ (MetroJazz Records 1012, 1958)
- Hear Ye! mit Carmell Jones, Harold Land, Leon Petties, Frank Strazzeri, 1961
- Fancy Dance mit Joe Sample, J. C. Moses, 1969
- Chocolate Cadillac mit Horace Parlan, Nisse Sandstrom, Rune Carlsson, Idrees Sulieman, 1976
- Jim Hall and Red Mitchell, 1978
- Simple Isn't Easy, Soloalbum, 1983
- Home Suite, Soloalbum, 1985
- The Mitchell-Marsh Big Two: Hot House mit Warne Marsh, 1985
- The Red Barron Duo mit Kenny Barron, 1986
- Fifty Fifty mit Roger Kellaway, Stash Records – 1987
- Doggin' Around – Live at the Loa mit Herb Ellis – Concord Records, 1989
- Mitchell's Talking mit Ben Riley, Kenny Barron, 1989
- Hear Ye! mit Harold Land, Carmell Jones, Frank Strazzeri, Leon Pettis, 1989
- Evolution mit Lars Jansson, Joakim Milder, 1995
- Live in Stockholm mit Roger Kellaway, Joakim Milder, 1995
- Red Mitchell-Warne Marsh Big Two, Vol. 2, 1998
- Live at Port Townsend mit George Cables, (1992), 2005

## Lexigraphische Einträge
- Wolf Kampmann (Hrsg.), unter Mitarbeit von Ekkehard Jost: Reclams Jazzlexikon. Reclam, Stuttgart 2003, ISBN 3-15-010528-5.
- Martin Kunzler: Jazz-Lexikon. Band 2: M–Z (= rororo-Sachbuch. Bd. 16513). 2. Auflage. Rowohlt, Reinbek bei Hamburg 2004, ISBN 3-499-16513-9.